# Kasari
Kasari is een plaats in de Estlandse gemeente Lääne-Nigula, provincie Läänemaa. De plaats heeft de status van dorp (Estisch: küla).
Tot in oktober 2017 hoorde Kasari bij de gemeente Martna. In die maand werd Martna bij de fusiegemeente Lääne-Nigula gevoegd.

## Bevolking
Het dorp had 49 inwoners op 31 december 2011 en 35 inwoners op 31 december 2021.

## Ligging
Kasari ligt aan de gelijknamige rivier, die de grens vormt tussen de provincies Läänemaa en Pärnumaa. Aan de overkant ligt Seira.